# Vila JUDr. Františka Švece
Vila JUDr. Františka Švece je funkcionalistická stavba stojící na ulici Dukelská čp. 714/80 v Českých Budějovicích. Vila byla zapsána do seznamu kulturních památek ČR.

## Historie
V roce 1934 postavila firma Bratři Petrášové pro budějovického advokáta JUDr. Františka Švece. Plány vypracovali architekti Richard Ferdinand Podzemný a Kamil Ossendorf. Na stavbě je znatelný vliv předního architekta funkcionalismu Le Corbusiera, byly uplatněny jeho nové teoretické vize Byl použit železobetonový skelet, v té době nepokrokovější stavební technologie, který tyto vize dovolil uplatnit – stavba na sloupech, volný půdorys, horizontální okno, volné průčelí.

## Architektura
Dvoupatrová stavba, jejíž část prvního patra je posazeno na sloupech a ústí na malou terasu, k níž vede spirálové schodiště se zahrady. V přízemí je garáž a technické zázemí. Druhé patro tvoří z poloviny na jižní straně podélná střešní terasa, která byla osazená zelení. Na severní straně vystupuje půlkruhový schodišťový rizalit s pásovým oknem.

## Interiér
Interiér prvního patra tvoří jediný kontinuální prostor pracovny, obytné haly a jídelní kout. V prvním patře je ještě dětský pokoj, kuchyně, WC, šatna. Pokoje jsou odděleny pouze příčkami, oddělení pracovny zajišťovala zasunovací stěna. Druhé patro zahrnovalo ložnice, pokoj pro hosta, koupelna a šatna.